# Епафродит (освободен на Нерон)
Вижте пояснителната страница за други личности с името Епафродит.
Епафродит (на латински: Tiberius Claudius Epaphroditus; на гръцки: Επαφροδιτος; * ок. 20 – 25; + ок. 95 г.) е освободен роб и секретар на римския император Нерон.
Той е секретар при императорите Клавдий, Нерон, Галба, Отон, Вителий, Веспасиан, Тит и Домициан.
Приятел е на император Клавдий (41 – 54).
През 65 г. организира група при сенатора Гай Калпурний Пизон и предава участниците в пизонския заговор против император Нерон. Той придружава Нерон навсякъде в пътуванията му.
През 68 г. помага на Нерон да се самоубие. През 95 г. е екзекутиран по заповед на император Домициан.